# Музей тверских железнодорожников
Линейное подразделение по сохранению исторического наследия тверских железнодорожников (бывший Музей тверских железнодорожников) — ведомственное производственное подразделение, открытое 1 ноября 2012 года по указанию начальника Октябрьской железной дороги В. В. Степова, посредством объединения Музея калининских железнодорожников (узлового), и Музея истории локомотивного депо Калинин.
Музей калининских железнодорожников (узловой музей, филиал Центрального музея Октябрьской железной дороги) был основан в 1982 году и располагался в Тверском доме культуры железнодорожников. Фонд музея составлял 2285 единиц хранения. Хранителем музея являлась научный сотрудник ДЦНТИ Раиса Филипповна Дроздова.
Музей истории локомотивного депо Калинин (филиал ЦМОЖД) был основан в 1984 году и располагался в производственном корпусе локомотивного депо Тверь. Хранителем музея являлась старший научный сотрудник ДЦНТИ Светлана Николаевна Дмитриева.
В 2008 году, в связи с продажей здания дома культуры железнодорожников, встал вопрос о переносе экспозиции узлового музея. Одновременно с этим, решено было, в связи с расположением музея локомотивного депо на производственной площади, также переместить и его экспозицию. В 2010 году для размещения объединенных экспозиций было выделено двухэтажное здание бывшей прачечной локомотивного депо.
Экспозиция подразделения посвящена истории развития, становления и технического перевооружения российских железных дорог и тверского узла в период с 1809 года, когда в Твери располагалось Главное управление водяными и сухопутными сообщениями, до настоящего времени.
Посещение подразделения осуществляется по предварительной записи по телефону (4822) 41-34-08. 